# Ronzotherium
Ronzotherium — вимерлий рід перисодоктальних ссавців родини Rhinocerotidae. Назва походить від пагорба «Ронзон», французького населеного пункту поблизу Ле-Пюї-ан-Веле, де його було вперше виявлено, і грецького суфікса «терій», що означає «звір». Наразі 5 видів ідентифіковано в кількох місцях у Європі та Азії, що охоплюють період пізнього еоцену до верхнього олігоцену (37–23 мільйони років тому).

## Опис
Ронзотерій був маленьким або середнім за розміром носорогом. Менші види важили в районі 1 т, тоді як великі види могли досягати ваги 1.9 т. Рід був подібний за вагою до нинішніх чорних носорогів, хоча в цілому мав більш струнку та граціозну статуру, з довгою плечовою та стегновою кістками порівняно з іншими носорогами. Рід демонструє тенденцію до збільшення розмірів, причому пізніші види були значно більшими, ніж деякі з його перших представників.
Ронзотерій не мав носового рогу. Натомість носові кістки були втягнуті, що свідчить про наявність великої чіпкої верхньої губи, як у сучасних видів носорогів. Нижні різці Ronzotherium були довгими і схожими на бивні, з великою діастемою на нижній щелепі між різцями та іншими зубами. Верхні різці були значно меншими. Передні кінцівки Ronzotherium були тетрадактильними з помітною центральною метаподією. Однак задні кінцівки були тридактильними з трьома пальцями.

## Класифікація
Ronzotherium — базальний рід у родині носорогових, одній із трьох родин, що входять до надродини носорогуватих (Rhinocerotoidea), разом із Hyracodontidae та Amynodontidae. В межах роду виявлено 5 видів:
- Ronzotherium velaunum (Aymard, 1853)
- Ronzotherium filholi (Osborn, 1900)
- Ronzotherium romani (Kretzoi, 1945)
- Ronzotherium orientale (Dashzeveg, 1991)
- Ronzotherium brevirostre (Beliajeva, 1954)